# Herbert Mundhenke
Herbert Mundhenke (* 29. April 1915 in Seelze; † 9. Juni 1997 in Hannover) war ein deutscher Historiker, Autor und Archivar und langjähriger Leiter des Stadtarchivs Hannover.

## Werdegang
Nach dem Abitur am Ratsgymnasium in Hannover studierte Mundhenke in Marburg, Königsberg und Göttingen ab 1934 Geschichte, Latein, Polnisch und historische Hilfswissenschaften. Er schloss sein Studium 1939 mit dem Staatsexamen ab und promovierte über das Patrimonialgericht Adelebsen. Seit dem Wintersemester 1934/35 war Mundhenke Mitglied der Marburger Burschenschaft Rheinfranken.
Nach seinem Dienst als Soldat im Zweiten Weltkrieg besuchte er 1949/50 die Archivschule Marburg.
Von 1951 bis 1977 war er Leiter des Stadtarchivs Hannover. Zeitweise parallel dazu war er von 1969 bis 1975 Vorsitzender der Arbeitsgemeinschaft niedersächsischer Kommunalarchivare sowie von 1974 bis 1982 Vorsitzender des Niedersächsischen Landesvereins für Familienkunde.

## Publikationen
Unter zahlreichen Publikationen zur Geschichte der Stadt Hannover ragen heraus:
- Die Entwicklung des Gemeinwesens Hannover (Gesamtdarstellung), in: Helmut Plath, Herbert Mundhenke, Ewald Brix: Heimatchronik der Stadt Hannover (= Heimatchroniken der Städte und Kreise des Bundesgebietes, Bd. 17), Köln: Archiv für Deutsche Heimatpflege G.m.b.H., 1956, S. 7–135

sowie die Editionen
- Kopfsteuerbeschreibung von 1689. Bände 3–13, 1959–1972.
- Die Matrikel der Universität Helmstedt 1685–1810. Hildesheim 1979.
- Die Matrikel der Höheren Gewerbeschule, der Polytechnischen Schule und der Technischen Hochschule zu  Hannover (= Veröffentlichungen der Historischen Kommission für Niedersachsen und Bremen. Band 9), Band 1–3. Hahnsche Buchhandlung, Hannover 1988–1992.